# Imaus munda
Imaus munda är en fjärilsart som beskrevs av Walker 1855. Imaus munda ingår i släktet Imaus och familjen tofsspinnare. Inga underarter finns listade i Catalogue of Life.